# Lomaptera vittata
Lomaptera vittata är en skalbaggsart som beskrevs av Moser 1910. Lomaptera vittata ingår i släktet Lomaptera och familjen Cetoniidae. Inga underarter finns listade i Catalogue of Life.